# Кварто дела Колона (Рим)
Кварто дела Колона је насеље у Италији у округу Рим, региону Лацио.
Према процени из 2011. у насељу је живело 244 становника. Насеље се налази на надморској висини од 229 м.